# Nyodes dufayi
Nyodes dufayi là một loài bướm đêm trong họ Noctuidae.